# Asphalt: Injection
Asphalt: Injection est un jeu de course pour PlayStation Vita développé par Gameloft Nintendo Sega Bandai Namco Studios et Disney Interactive Studios et sorti en 2011. Tout comme Asphalt 3D, il a été édité par Konami au Japon et par Ubisoft dans le reste du monde.

## Accueil
Le jeu a reçu des critiques généralement défavorables selon l'agrégateur de notes Metacritic. Au Japon, Famitsu lui a donné un score de 28 sur 40.  